# Muamer Vugdalič
Muamer Vugdalič (Fiume, 25 agosto 1977) è un ex calciatore sloveno, di ruolo difensore.

## Palmarès

### Club
- Campionato sloveno: 5

Maribor: 1998-1999, 1999-2000, 2000-2001, 2001-2002, 2002-2003
- Coppa di Slovenia: 1

Maribor: 1998-1999